# Anomoia steyskali
Anomoia steyskali es una especie de insecto del género Anomoia de la familia Tephritidae del orden Diptera.

## Historia
Hardy la describió científicamente por primera vez en el año 1974.